# Bielawska Polana

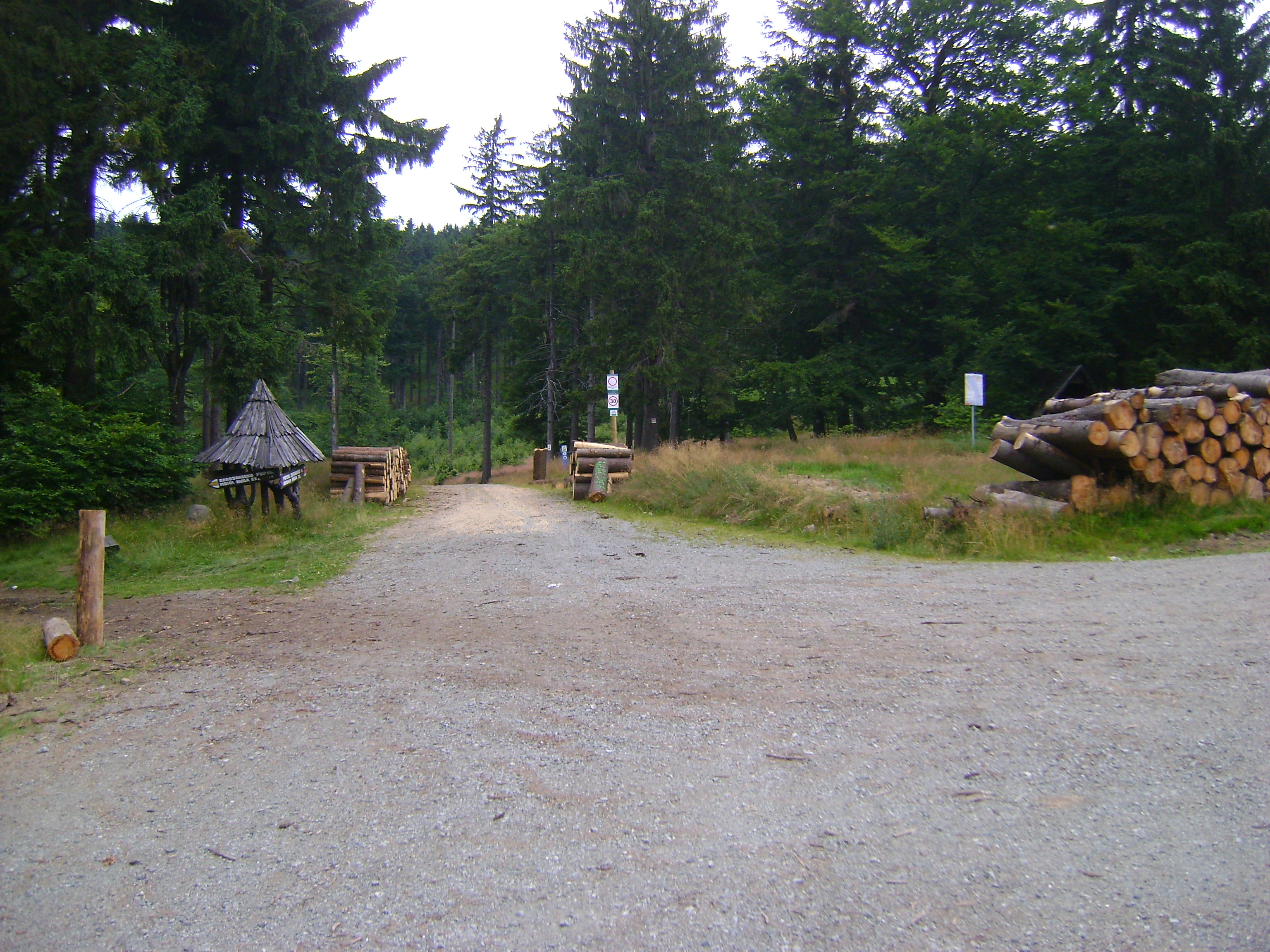
Bielawska Polana – ein Pass und eine Lichtung auf einer Höhe von 805 m über dem Meeresspiegel in den Mittelsudeten, im zentral-südlichen Teil des Eulengebirges.

Der Bielawska Polana (deutsch Bielauer Plänel) ist ein Pass auf einer Höhe von 805 m im zentralen Teil des Eulengebirges.

## Beschreibung
Der Pass befindet sich östlich von Jugów (Hausdorf) im Landschaftspark Eulengebirge, an der südöstlichen Seite zwischen der Kalenica (Turmberg) und der Popielak (Ascherkoppe). Im mittleren Teil des Passes gibt es eine kleine Waldlichtung. Unweit des Sattels in westlicher Richtung befindet sich die Erhebung Żmij (887 m – Ottenstein) mit einer markanten Felsgruppe. Auf dem Pass kreuzen sich nicht weniger als 10 Forststraßen und Wege.

## Wanderwege
- Wandermarkierung Roter Balken: Teil des Sudetenhauptwegs (Głównego Szlaku Sudeckiego) von Silberberg (Srebrna Góra) auf den Turmberg (Kalenica) und weiter
- Wandermarkierung Blauer Balken: Przełęcz Sokola in Schlesisch Falkenberg (Rzeczka ) – Parkplatz nad Sokolcem –  Fuchssteine (Lisie Skały) – Grabina – Ziegensteine (Koziołki) – Kreuzung unterhalb des Ziegenrücken (Rozdroże pod Kozią Równią) – Henkelbaude/Zygmuntówka-Hütte – Bielauer Plänel
- Wandermarkierung Grüner Balken: Langenbielau (Bielawa) – Katzenkamm (Koci Grzbiet) – Villa Diering (Leśny Dworek) – Bielauer Plänel
- Wanderweg Szklary-Samborowice – Deutsch-Jägel (Jagielno) – Prieborn (Przeworno)  – Steinkirche (Biały Kościół) – Nieszkowice – Silbitz (Żelowice)  – Spitzberg (Ostra Góra)  – Nimptsch (Niemcza) – Girlachsdorf (Gilów) – Nieder Peilau (Piława Dolna)  – Owiesno – Herrleinberg (Góra Parkowa) – Langenbielau (Bielawa) – Kaltes Pläne (Zimna Polana) – Kalenica – Bielauer Plänel – Zdrojowisko – Drogosław – Neurode (Nowa Ruda) – Tuntschendorf (Tłumaczów) – Wünschelburg (Radków) –  Passendorf (Pasterka) – Karlsberg ( Karłów ) – Skalne Grzyby (Goldbacher Felsen) – Batorów – Bad Reinerz (Duszniki-Zdrój) – Szczytna – Burg Waldstein (Zamek Leśna) – Bad Altheide (Polanica-Zdrój)  – Habelschwerdt (Bystrzyca Kłodzka) – Spitziger Berg (Igliczna) – Wölfelsgrund (Międzygórze) – Przełęcz Puchacza.

## Nachweise
1. ↑  Góry Sowie; mapa turystyczna; skala 1 : 50 000; wyd PPWK Warszawa 2000 r.
2. 1 2 3  Marek Staffa (Hrsg.): Słownik geografii turystycznej Sudetów. 11, Góry Sowie, Wzgórza Włodzickie. Wrocław 1994, ISBN 83-8577312-6, S. 55.